# Sword of the Stars 2: The Lords of Winter
Sword of the Stars 2: The Lords of Winter — компьютерная игра разработанная Kerberos Productions в жанрах пошаговой стратегии и стратегии в реальном времени. Игра является продолжением Sword of the Stars. В отличие от первой части, издателем выступила  Paradox Interactive.
| Русскоязычные издания | Русскоязычные издания |
| Издание               | Оценка                |
| --------------------- | --------------------- |
| Absolute Games        | 35/100                |

## Сюжет
С возвращением суул’ков в галактику, лиирам ничего не остаётся кроме как признаться что суул’ка являются никеми иными кроме как Старейшинами лииров, разросшихся до неимоверных размеров и научившихся выживать в космосе благодаря их невероятным пси-способностям. Именно они в древности поработили своих меньших братьев, создали яростных зуулов, и совершили геноцид морригов, прежде чем другие лииры восстали и изгнали суул’ков из этой части галактики. И вот Владыки зимы вернулись.

## Геймплей
Как и прежде, игрок принимает на себя ответственность создания межзвёздной империи в режиме пошаговой стратегии и ведении космических сражений в реальном времени. В отличие от первой части, где различия между фракциями были строго расовые, в «SotS 2» некоторые фракции состоят из нескольких рас. Примером является объединение лииров с группой зуулов ведомых Дьяконом в единый Альянс против заклятых врагов первых — суул’ков. Остальные зуулы объединились со своими создателями (теми же суул’ка) в Орду суул’ка.
Звёздные системы более не являются абстрактизированным единым целым а разделены на планеты и другие небесные тела.
Список фракций:
- СолСилы (люди)
- Империум Улья (Улей)
- Тарскасская Империя (таркасы)
- Морригская Конфедерация (морриги)
- Лииро-зуульский Альянс (лииры, зуулы)
- Орда суул’ка (зуулы, суул’ка)

### Корабли
В первой части, игроки могли проектировать и строить три класса кораблей (эсминцы, крейсеры, линкоры), каждый из которых был втрое крупнее предыдущего. В «SotS 2», эсминцы более не являются самостоятельным классом. Также добавлен новый класс втрое крупнее линкоров — левиафаны (около 810 метров в длину). Все левиафаны считаются командными кораблями. Чтобы строить новые конфигурации кораблей либо новые системы сперва необходимо построить прототип, которые требует больше ресурсов и времени. В отличие от серийных моделей, прототипы имеют шанс быть лучше либо хуже, что сказывается на прозвище корабля. Каждому кораблю необходим экипаж для оперирования системами и орудиями. По мере получения повреждений, экипаж несёт потери, что сказывается на эффективности корабля.
Игрок также может устанавливать специализированные модули в секции кораблей. Например, сканирующий модуль добавленный в командную секцию увеличивает эффективность локаторов. Также существуют модули для частичного ремонта кораблей во время боя и спасательные капсулы для эвакуации адмиралов при гибели корабля.
В отличие от первой части, где улучшения были автоматическими и касались лишь ракет, игра теперь позволяет улучшения орудий на более современные, с условием что новые орудия являются прямой эволюцией нынешних. Например, лазеры можно заменить на более мощные лазеры, но не на плазменные установки или электромагнитные пушки, так как это бы потребовало гораздо более существенные изменения в конструкции. Улучшения корабля требует ресурсов, времени и сухой док.
Кроме стандартных кораблей, игрок может проектировать и строить системные защитные катера, неспособные к межзвёздному перемещению. Они базируются в скрытых астероидных базах и запускаются только при непосредственном приказе игрока чтобы устроить сюрприз для вражеского флота.
Кроме носителей автоматических дронов, игрок также может строить носителей более крупных кораблей. Эти дополнительные корабли могут варьироваться размерами от эсминца до линкора и не предназначены для межзвёздных перелётов.
Стоимость поддержания корабля увеличивается чем дольше корабль находится в эксплуатации.
Создатели игры также добавили возможность назвать каждый корабль, а не только класс. Таким образом они стараются убедить игроков не бросать корабли на уничтожение попусту. Сама игра также делает упор на качество кораблей а не их количество.

### Станции
Космические станции стали гораздо более важными в этой части для поддержания империи. Для большинства фракций возможны четыре типа станций: гражданские, дипломатические, флотские и научные. Улей также может строить станцию являющуюся огромными вратами. Так как Орда суул’ка не занимается дипломатией, то они строят станции дани вместо дипломатических. Станции улучшаются со временем и могут быть специализированы добавлением модулей. Каждый тип станции можно строить только в единственном экземпляре в каждой системе.
При максимальном улучшении станции дани, зуулы могут послать зов к своим хозяевам. На зов откликается один из семерых оставшихся суул’ка (выбор является случайным). Суул’ка помогает игроку только до тех пор пока станция активно шлёт сигнал (для этого требуется постоянный приток рабов на жертвоприношения). Каждый суул’ка уникален. Сирена является единственной особой предпочитающей считать себя самкой и способна порабощать умы меньших существ. Старейший является самым древним суул’ка и обладает способностью телепортироваться к далёким звёздам; он также может высасывать жизнь из других существ. Кровоткач является гениальным учёным и творцом зуулов; он также является мастером биологического оружия. Скрытный способен становиться невидимым и шпионить за врагом. Кракен — сильнейший из суул’ка, способный наносить мощные телекинетические удары. Каннибал любит высасывать жизнь из других существ. Глухой полностью защищён от пси-атак и способен отражать их.

### Космический бой
В первой части, бой в космосе происходил на одной плоскости, за исключением особых случаев. Теперь игрок может перевести корабль на одну из трёх плоскостей, что добавляет множество тактических возможностей. Также, каждая секция корабля теперь имеет четыре шкалы отображающей целостность брони в этом участке. По мере попадания орудий, «узор» шкалы изменяется. Если вражеское орудие смогло пробить броню, то корабль начинает получать внутренние повреждения. Критические попадания могут уничтожить важные системы корабля, от отключения системы жизнеобеспечения до прямого попадания в реактор. Чтобы избежать этого, игрок может вращать корабль по оси чтобы убирать повреждённые участки брони с зоны обстрела.
Кроме командных кораблей, игрок также может нанимать адмиралов для управления флотом. В отличие от первой части, флот не может продолжать вести бой при гибели адмиралов и уничтожения всех командных кораблей и попытается отступить. Морриги могут нанимать адмиралов из любой расы (кроме суул’ка). Альянс лииров и зуулов может нанимать адмиралов любой из этих двух рас, но лииры считаются более эффективными командирами. Орда суул’ка может нанимать только зуулов. Адмиралы получают опыт но со временем стареют и уходят в отставку. Этого можно избежать записав личность адмирала на электронный носитель. Это позволяет продолжать использовать того же адмирала неограниченно, но электронная матрица личности не может получать опыт.
Игроку также следует следить за энергоснабжением и потреблением кораблей. Слишком энергоёмкие системы или орудия попросту не смогут эффективно работать без необходимого количества энергии. Это более всего касается энергетического оружия.

## Загружаемый контент
- Liir & Morrigi Immersion Pack

Бесплатный для тех кто заказал игру до релиза на одном из следующих сайтов: GameStreamer, PC Gamestore, Direct2Drive, Gamersgate, GameTap и GamesPlanet. В DLC входят дополнительные аватары, музыка, альтернативные голоса, скины и значки кораблей для лииров и морригов. Платный после релиза.
- Hiver & Tarka Immersion Pack

Бесплатный для тех кто заказал игру до релиза через Steam. В DLC входят дополнительные аватары, музыка, альтернативные голоса, скины и значки кораблей для Улья и таркасов. Платный после релиза.

## Дополнение
30 ноября 2012, было выпущено первое дополнение для игры под названием «End of Flesh» (рус. Конец плоти). Основным нововведением является новая раса состоящая из сбежавших ИИ от других рас. Коллективное название новой расы — Лоа. Лоа не считают себя «искусственным» интеллектом и считают этот термин оскорбительным. Они — результат естественной эволюции органических существ. Лоа не имеют постоянных физических тел а существуют в едином потоке данных, «вселяясь» во временные тела по-необходимости. Как и у всех других рас/фракций, у Лоа есть свой вид межзвёздного транспорта под названием нейтрино-импульсные врата. Кроме Лоа, в дополнение также входят новые технологии, новые виды оружия, новые секции кораблей и типы Левиафанов, новые случайные встречи и угрозы и новые типы заданий.

## Продажи
Летом 2018 года, благодаря уязвимости в защите Steam Web API, стало известно, что точное количество пользователей сервиса Steam, которые играли в Sword of the Stars II: Enhanced Edition хотя бы один раз, составляет 108 612 человек.